# Station Wiesbaden Biebrich
Station Wiesbaden Biebrich is een spoorwegstation in de Duitse plaats Biebrich, Wiesbaden. Het station werd in 1856 geopend aan de Spoorlijn Wiesbaden Ost - Niederlahnstein.

## Treinverbindingen
De volgende treinserie stopt in 2025 Wiesbaden-Biebrich:
| Spoorlijn:         | Treinsoort: | Route: | Bijzonderheden:                     |
| ------------------ | ----------- | --- | ----------------------------------- |
| Keulen - Wiesbaden | RB10        | Neuwied - Koblenz - Rüdesheim - Wiesbaden Biebrich - Wiesbaden - Mainz-Kastel - Frankfurt-Höchst - Frankfurt am Main v.v. | 1× per uur (in de spits 2x per uur) |